# Dorfkirche Steinbeck (Höhenland)

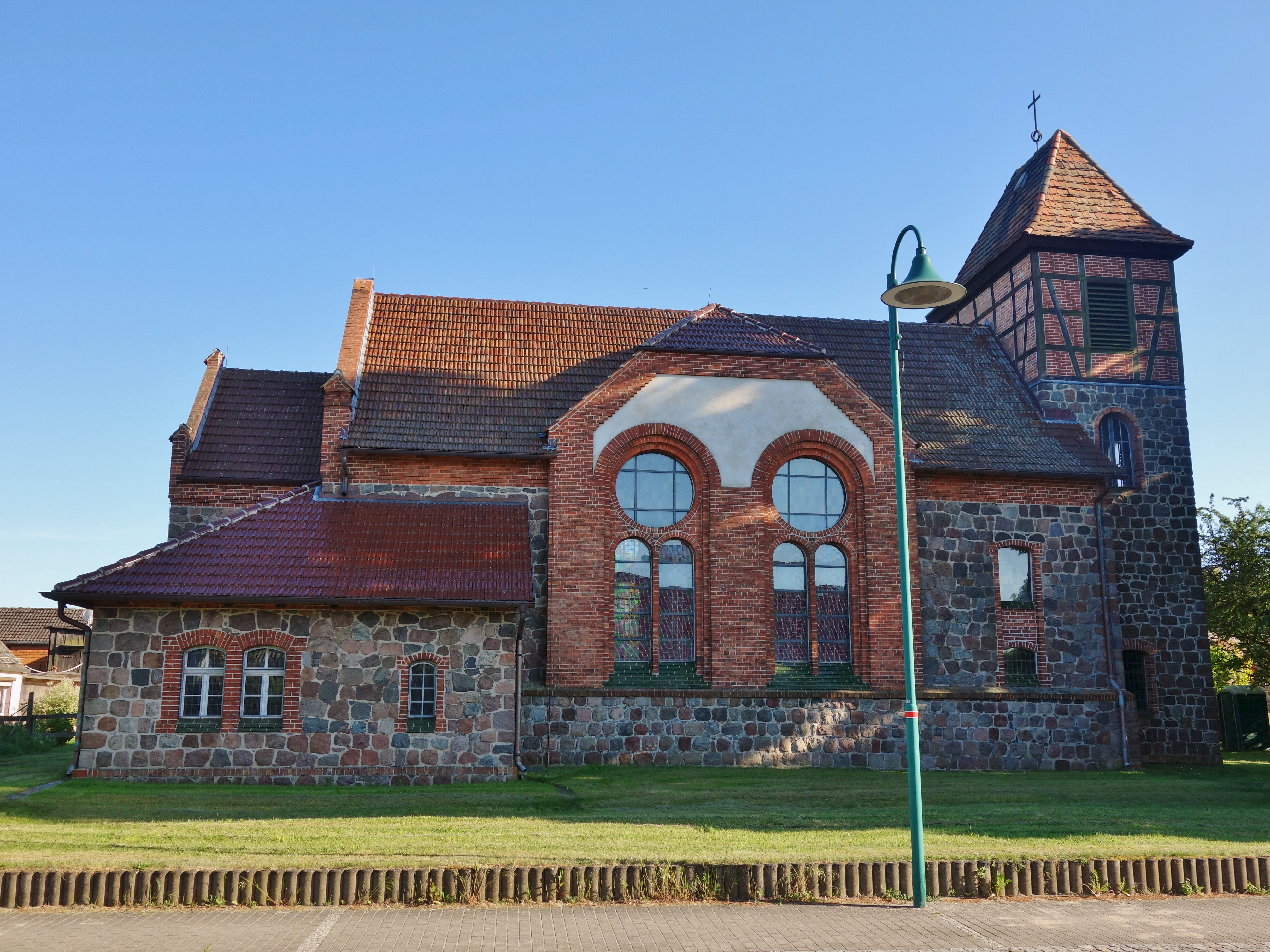
Dorfkirche Steinbeck, Nordansicht

Die Dorfkirche Steinbeck ist ein neuromanisches Kirchengebäude im Ortsteil Steinbeck der Gemeinde Höhenland im Landkreis Märkisch-Oderland  des deutschen Bundeslandes Brandenburg.
Die Kirche gehört zum Kirchenkreis Oderland-Spree der Evangelischen Kirche Berlin-Brandenburg-schlesische Oberlausitz.

## Architektur
Nachdem ein Brand durch Blitzschlag den Vorgängerbau 1897 zerstört hatte, wurde die gut 23 m lange und knapp 9 m breite Saalkirche 1899–1900 aus Feldsteinen neu errichtet. Sie erhielt im Osten einen eingezogenen Rechteckchor, der auf der Nordseite einen Sakristeianbau hat. An beiden Längsseiten sind zwei Zwerchgiebel angefügt, die mit einem Krüppelwalmdach gedeckt sind. Im Westen befindet sich ein schmaler Querturm. Dieser hatte ursprünglich einen schlanken Helm, der jedoch ebenfalls einem Blitz zum Opfer fiel. 1958 wurde der jetzige Fachwerkaufsatz mit Walmdach errichtet.
Die Kirche wurde von 2002 bis 2010 durch einen Förderverein weitgehend saniert.

## Innengestaltung
Die Innenausstattung ist weitgehend aus der Bauzeit.